# Lesar
Lesar je priimek več znanih Slovencev
- Anton Lesar (1824—1873), rimskokatoliški duhovnik, domoznanec, izdajatelj veroučnih knjig
- Boštjan Lesar, lesar
- Darko Lesar (1951—2018), inženir, gospodarstvenik
- Irena Lesar, pedagoginja, univ. prof. (PEF in AG UL)
- Janez Lesar (*1945), strojnik/fizik?, biotermodinamik, politik
- Janja Lesar (*1977), športna plesalka
- Jože Lesar (1917—1991), lesarski gospodarstvenik (Brest)
- Jožef (Josip) Lesar (1858—1931), rimskokatoliški duhovnik, biblicist
- Jure Lesar (*1986), glasbenik, tekstopisec, kitarist, pevec ("Eskobars")
- Ladislav Lesar (1939—2011), novinar, pesnik
- Marko Lesar (*1957), umetnostni zgodovinar, muzealec
- Martina Lesar Kikelj, restavratorka in konservatorka (stenskih poslikav), vodja Restavratorskega centra ZVKDS
- Nuša Lesar (*1986), TV voditeljica, fotomodel
- Tina Lesar, državna tožilka
- Tone Lesar (1937—2010), lepidopterolog (zbiralec metuljev)